# علم الصيدلة الجيني
علم الصيدلة الجيني (بالإنجليزية: Pharmacogenomics) هو أحد فروع علم الصيدلة والذي يتعامل مع تأثير التنوع الوراثي على الاستجابة للأدوية في المرضى من خلال ربط التعبير الجيني أو تعدد أشكال النوكليوتيد المفرد مع فعالية الدواء أو سميته. ومن خلال القيام بذلك، فيهدف علم الصيدلة الجيني إلى تطوير وتنمية الوسائل النسبية للوصول بالعلاج الدوائي إلى درجة الكمال والفعالية القصوى، مع مراعاة التركيب (النمط) الجيني للمريض، لضمان تحقيق أقصى فعالية بأقل قدر من الأعراض الجانبية. ومن هنا، فتعد مثل تلك المنهجيات مجالاً واعداً للطب الشخصي؛ والذي فيه وبواسطته تتوافق الأدوية وتركيباتها المختلفة مع البنية الجينية الفريدة لكل فردٍ على حدة.
ويتمثل علم الصيدلة الجيني في التطبيق الشامل للجينات بمجال الصيدلة الجينية، والتي تختص بفحص عمليات تفاعل الجين المفرد مع الأدوية. هذا وقد اسْتُخْدِمَ علم الصيدلة الجيني في علاج الأمراض المعضلة الحرجة والتي منها السرطان، اضطرابات الأوعية الدموية، فيروس نقص المناعة البشرية، السل، الربو، والسكري.
كما تُسْتَخْدَمُ اختبارات علم الصيدلة الجيني، في مجال علاج السرطان، في تحديد المريض الذي يعاني من التسمم جراء استخدام أدوية السرطان الشائعة، بالإضافة إلى تحديد المريض الذي لن يستجيب لمثل تلك الأدوية لعلاج السرطانن شائعة الاستخدام. وكذلك فقد استُخْدِمَ علم الصيدلة الجيني كمرافقٍ للتشخيص، والمعني بالاختبارات المصاحبة مع تناول الأدوية. ومن الأمثلة الجيدة على ذلك اختبار K-ras مع cituximab واختبار EGFR مع Gefitinib. محور الاهتمام الرئيسي في علاج اضطرابات القلب الوعائية يمثل في الاستجابة للأدوية والتي منها الوارفارين، الكلوبيدوغريل، حاصرات بيتا، الستاتين.
يهدف علم الصيدلة الجيني إلى تطوير وسائل عقلانية لتحسين العلاج الدوائي، مع أخذ النمط الجيني للمريض بعين الاعتبار، لضمان تحقيق أقصى درجة من الفعالية بالحد الأدنى من الآثار الضارة. نتأمل من خلال استخدام علم الصيدلة الجيني، أن تحيد العلاجات الدوائية عن اتباع النهج الموصوف باسم «جرعة واحدة مناسبة الجميع». يحاول علم الصيدلة الجيني أيضًا التخلص من طريقة التجربة والخطأ في وصف الأدوية والسماح للأطباء بأخذ جينات مريضهم بعين الاعتبار ووظائف هذه الجينات وكيف يمكن أن يؤثر ذلك على فعالية علاجات المريض الحالية أو المستقبلية (وعندما يطبق ذلك، يقدم تفسير لفشل العلاجات السابقة). تَعِد مثل هذه الأساليب بقدوم الطب الدقيق وحتى الطب الشخصي، ويجري تحسين الأدوية وتوليفات الأدوية من أجل مجموعات صغيرة من المرضى أو حتى من أجل التركيب الجيني المميز لكل فرد. سواء استُخدم لتفسير استجابة المريض أو نقص استجابته للعلاج، أو العمل كأداة تنبؤية، فمن المأمول تحقيق نتائج علاجية أفضل وفعالية أكبر وتقليل حدوث تسممات دوائية والآثار الضارة للأدوية (إيه دي آر إس). بالنسبة للمرضى الذين يعانون من نقص الاستجابة العلاجية للمداوة، يمكن وصف علاجات بديلة لهم تناسب احتياجاتهم. من أجل تقديم توصيات بخصوص الصيدلة الجينية لدواء معين، يمكن استخدام نوعين محتملين من المدخلات: التنميط الجيني أو الإكسوم أو تسلسل الجينوم الكامل. يوفر التسلسل العديد من نقاط البيانات، بما في ذلك اكتشاف الطفرات التي تنهي البروتين المصنع مبكرًا (كود التوقف المبكر).

## الوصف التنبؤي
عادة ما تُصنَّف الأنماط الجينية للمريض في الأنماط الظاهرية المتوقعة التالية:
- مُستقلِب فائق السرعة: المرضى الذين يعانون من زيادة كبيرة في نشاط الأيض.
- مُستقلِب متوسع: نشاط استقلابي طبيعي.
- مُستقلِب متوسط: المرضى الذين يعانون نشاط أيضي محدود
- مُستقلِب ضعيف: المرضى الذين لديهم نشاط استقلابي وظيفي ضعيف أو معدوم

طرفا النقيض في هذا الطيف هما المستقلب الضعيف والمستقلب فائق السرعة. لا تعتمد فعالية الدواء فقط على الحالات الاستقلابية المذكورة أعلاه، ولكن أيضًا على نوع الدواء المُستهلك. يمكن تصنيف الأدوية إلى مجموعتين رئيسيتين: الأدوية النشطة والأدوية الأولية. تشير الأدوية النشطة إلى الأدوية التي تتعطل أثناء عملية الأيض، وتكون الأدوية الأولية غير نشطة إلى أن تُستقلَب. على سبيل المثال، لدينا مريضان يتناولان الكودين لتسكين الآلام. الكودين هو دواء أولي، لذا يجب أن يتحول من شكله غير النشط إلى شكله النشط. الشكل النشط للكودين هو المورفين، والذي يعطي التأثير العلاجي المسكن للألم. إذا تلقى الشخص أ أليل (1*) من كل من الأم والأب إلى الكود الخاص بالجين (سي واي بّي2دي6)، عندها يعتبر هذا الشخص لديه النمط الظاهري للمُستقلِب المتوسع (إي إم)، نظرًا لأن الأليل (1*) قام بوظيفة طبيعية (سيجري تمثيل ذلك بالشكل التالي سي واي بّي2دي6 (1*/1*. من ناحية أخرى إذا تلقى شخص ب أليل (1*) من الأم وأليل (4*) من الأب، فسيكون ذلك الفرد من نمط مُستقلِب متوسط (آي إم) ويكون النمط الوراثي (سي واي بّي 2 دي6 *1/*4). على الرغم من أن كلا الشخصين يتناولان نفس جرعة الكودين، من المحتمل أن يفتقر الشخص ب للفوائد العلاجية للكودين بسبب انخفاض معدل تحول الكودين إلى نظيره النشط المورفين.
ويستند كل نمط ظاهري على الاختلافات الأليلية في النمط الجيني للفرد. ومع ذلك، فإن العديد من الظواهر الجينية يمكن أن تؤثر على نفس السمات الظاهرية، وبالتالي فإن إقامة علاقات بين النمط الجين والنمط الظاهري قد يكون بعيد كل البعد عن التوافق مع العديد من الأنماط الأنزيمية. على سبيل المثال، بقي تأثير الأليل المتغاير (سي واي بّي 2 دي6 *1/*4) على النتيجة السريرية للمرضى الذين عولجوا بالتاموكسيفين موضع نقاش اليوم. في علم الأورام، وُصفت الجينات المشفرة لكل من (دي بّي دي ويو جي تي 1 إيه1 وتي بّي إم تي وسي دي إيه ) المشاركة في الحرائك الدوائية لـ 5-فلورويوراسيل /كابيسيتابين وإرينوتيكان والمركابتوبورين وجيمسيتابين/السيتارابين، على التوالي، وصفت جميعها بأنها متعددة الأشكال بنسبة كبيرة. تشير مجموعة قوية من الأدلة إلى أن المرضى المتأثرين بتعدد الأشكال الجيني هذا، سوف يتعرضون لسمية شديدة / مميتة عند تناول الدواء، وأن فحص ما قبل البدء العلاج يساعد في تقليل خطر التسمم المرتبط بالمعالجة من خلال استراتيجيات الجرعات التكيفية.

## التطبيقات
في القائمة أدناه بعض أشيع تطبيقات علم الصيدلة الجيني:
- تحسين أمان الدواء، والحد من التفاعلات الدوائية الضارة.
- تصميم علاجات تلائم الاستعداد الجيني المميز لكل مريض، وتحديد الجرعات المثلى
- تحسين اكتشاف الأدوية التي تستهدف الأمراض البشرية
- تحسين إثبات المبادئ لاختبارات الفعالية.

يمكن تطبيق علم الصيدلة الجيني في العديد من مجالات الطب، بما في ذلك إدارة الألم وطب القلب وعلم الأورام والطب النفسي. قد يوجد لها استخدام أيضًا في علم الأمراض الشرعي، حيث يمكن استخدام علم الصيدلة الجيني لتحديد سبب الوفاة في الوفيات المرتبطة بالأدوية عندما لا تظهر أي نتائج باستخدام تشريح الجثة.
في علاج السرطان، تُستخدم اختبارات الصيدلة الجينية لتحديد أي المرضى هم أكثر استجابة لأدوية سرطانية محددة. في الصحة السلوكية، توفر اختبارات الصيدلة الجينية الأدوات للأطباء ومقدمي الرعاية لتحسين إدارة اختيار الأدوية وتحسين الآثار الجانبية. يُعرف علم الصيدلة الجيني أيضًا باسم التشخيص المرافق، مما يعني أن الاختبارات تُجمع مع الأدوية. ومن الأمثلة على ذلك اختبار كيراس مع سيتوكسيماب واختبارإي جي إف آرمع دواء جيفيتنيب. إضافة إلى الفعالية، يمكن أن يساعد الخط الجنسي في علم الصيدلة الجيني على تحديد المرضى الذين يُحتمل أن يتعرضوا لسمية شديدة عندما يبدي هؤلاء المرضى ضعف في القدرة على التخلص من سمية المواد السامة خلويًا المعطاة لهم ويرتبط ذلك بالجينات متعددة الأشكال، مثل 5-فلورويوراسيل القياسي.  بشكل خاص، الآن يعتبر إلغاء القيود الوراثية التي تؤثر على تشفير الجينات لكل من دي بّي دي ويو جي تي 1إيه 11 و تي بّي إم تي وسي دي إيه وسي واي بّي 2 دي 6، قضايا حرجة للمرضى الذين عولجوا بـ 5-فلورويوراسيل / كابيسيتابين وإرينوتيكان وميركابتوبيوراين /أزاثيوبراين وجيمسيتابين/ كابيسيتابين/ إيه آر إيه سي والتاموكسيفين على التتالي.
في اضطرابات القلب والأوعية الدموية، فإن القلق الرئيسي هو الاستجابة للأدوية بما في ذلك الوارفارين والكلوبيدوغريل وحاصرات بيتا والستاتينات. في المرضى الذين لديهم (سي واي بّي2سي 19)، ويأخذون دواء كلوبيدوغريل ترتفع مخاطر الإصابة بأمراض القلب والأوعية الدموية، مما يؤدي إلى إدراج تحديثات من قبل المنظمين على علب الدواء. عند المرضى الذين يعانون من داء السكري من النمط الثاني، يُظهر النمط الجيني هابتوغلوبين (إتش بّي) تأثيرًا على أمراض القلب والأوعية الدموية، وخط أعلى عند وجود (إتش بّي2-2)، يقلل المكمل فيتامين إي من المخاطر عن طريق التأثير على إتش دي إل.
في الطب النفسي، ركزت الأبحاث اعتبارًا من عام 2010 بشكل خاص على 5 إتش تي تي إل بّي آر ودي آر دي2.

## وصلات خارجية
- علم الجينوم @ إدارة الغذاء والدواء الأمريكية مصدر إدارة الغذاء والدواء الأمريكية عن علم الجينوم والموروثات.
- مجلة الصيدلة الجينية والجينومات (سابقاً الصيدلة الجينية)
- مجلة علم الصيدلة الجيني، ISSN: 1470-269X
- مجلة علم الصيدلة الجيني،(ISSN 1462-2416) Impact factor: 3.623
- بواية علم الصيدلة الجيني الطبيعة
- PharmGKB قاعدة علم الصيدلة الجيني ومعرفته، أداة مجانية إلكترونية عبر شبكة الإنترنت لأبحاث علم الصيدلة الجيني.
- كتاب علم الصيدلة الجيني التمهيدي, مقدمة سريعة للوعود في مجال الأدوية المخصصة.
- علم الصيدلة الجيني: الأدوية المخصصة لك. نسخة محفوظة 13 يوليو 2007 على موقع واي باك مشين., نظرة شاملة لإمكانية الوصول إلى الأبحاث في مجال علم الصيدلة الجينية، من مركز تعلم العلوم الجينية التابع لجامعة يوتا.
- دواء لكل فرد بعينه: هل يمكن أن يصبح الدواء أخيراً وصفةً شخصيةً.  مجلة سينتفيك أميريكان (عدد أغسطس 2005).
- PGxNews.Org – تحديثات وتطورات يومية في التقدم في مجال علم الصيدلة الجينية والصيدلة الفردية.
- قائمة إدارة الغذاء والدواء الأمريكية للمحددات الجينية البيولوجية التنبؤية في التفاعلات الدوائية 1 أغسطس 2008.